# Shinbu
Shinbu (em japonês:  神武) é um termo nipônico sue denota a ética marcial tradicional. No ambiente das escolas de samurais, buscava-se equilibrar os aspectos espiritual, corporal e moral, como via de desenvolvimento da pessoa.
A ortografia mais comum do termo consiste dos caracteres shin/kami (神), que significa divindade, ou "algo divino", e bu (武), que denota militar, cavalaria ou armas. A ideia do shinbu abrange questões físicas, espirituais e éticas, além de denotar a condição em que todos os princípios básicos da arte marcial são aplicados simultaneamente e em equilíbrio.

Já a palavra associada aos esquadrões kamikaze do Serviço Aéreo do Exército Imperial Japonês, tais como o 72º Esquadrão Shinbu, é escrito de forma diferente, com os caracteres 振武.